# Friedrich Wilhelm Quadt zu Wickrath
Friedrich Wilhelm Freiherr Quadt zu Wickrath (* um 1720; † um 1765) war ein königlich-preußischer Oberst, Chef des Garnisonsregiments Nr. 8, Ritter des Pour le Mérite und Kommandeur der Festung Glatz.

## Leben
Sein Vater war der königlich-preußische Staatsminister Ludwig Alexander Rölemann von Quadt und seine Mutter dessen zweite Frau Luise Sophie Dorothea von Wylich und Lottum. Sein Bruder war der Generalmajor Johann Christian Rölemann Quadt von Wickrath (1699–1756).
Im Jahr 1744 wechselte er von russische in preußische Dienste. Im August 1747 wurde er bereits Oberstleutnant und Kommandeur der Garnisonsregiments Nr. 8 (Nettelhorst) in Glatz und erhielt 1749 den Orden Pour le Mérite. Er wurde Oberst und 1757 Chef des Garnisonsregiment Nr. 8. Bei der Eroberung von Glatz am 26. Juli 1760 geriet er in österreichische Gefangenschaft. Nach seiner Auswechselung wurde er 1763 aus dem Militärdienst entlassen. Zuvor wurde er wegen des Verlustes der Feste Glatz vor ein Kriegsgericht gestellt und zu vier Jahren Haft verurteilt.